# Pedro Mosquera Parada
Pedro Mosquera Parada (La Corunya, 21 d'abril de 1988) és un futbolista gallec que ocupa la demarcació de centrecampista esquerrà. Format a les categories inferiors del Reial Madrid CF, actualment juga a l'AD Alcorcón.

## Trajectòria esportiva
Va començar a despuntar a la seva escola, Santa María del Mar, on també jugà a hoquei patins. Aviat fitxà pel Galicia Gaiteira FC, on va progressar fins que el 2000, quan només tenia dotze anys, s'incorporà a les categories inferiors del Reial Madrid.
Durant la temporada 2006-07 va debutar amb el Reial Madrid Castella a la segona divisió, jugant quatre partits com a suplent. Al baixar a la segona B va esdevenir titular del filial madrileny.
Va ser convocat per primer cop amb el Reial Madrid el 24 de gener de 2010, a un partit contra el CD Málaga, sense arribar a debutar.
El 25 de març va aconseguir el seu debut a la lliga al Coliseum Alfonso Pérez de Getafe. Només jugà uns minuts com a suplent a la victòria del seu equip per 2 a 4.
El 13 de juliol de 2010 va ser presentat amb el Getafe CF, amb el qual signà un contracte per a quatre temporades, reservant-se el Real Madrid una opció de recompra del jugador.